# Koo Ki-lan
Koo Ki-lan (* 10. März 1977 in Masan, Südkorea) ist eine südkoreanische Volleyballspielerin. Mit der Nationalmannschaft erreichte die Libera bei den Olympischen Spielen 2000 den achten Rang und spielte im World Grand Prix. Zwei Jahre später nahm sie an der Weltmeisterschaft in Deutschland teil und wurde als beste Annahmespielerin ausgezeichnet.